# Somatoforme stoornis
Een somatoforme stoornis is een psychische aandoening waarbij een persoon lichamelijke klachten heeft waarvoor geen somatische oorzaak (lichamelijke ziekte) gevonden is. De patiënt ervaart reële lichamelijke klachten, die niet ingebeeld zijn. De klachten zijn ook niet bewust of doelbewust nagebootst, zoals bij een nagebootste stoornis of simulatie. Soms is de relatie met psychische oorzaken te leggen, maar niet altijd.

## Diagnostiek
De diagnostische criteria zijn vastgelegd in de DSM-IV. De diagnose somatoforme stoornis wordt niet gesteld als de lichamelijke klachten verklaard kunnen worden door een andere psychiatrische aandoening, bijvoorbeeld een depressieve stoornis of een angststoornis. In bepaalde gevallen wordt na verloop van tijd toch nog een somatische ziekte vastgesteld bij patiënten met een somatoforme stoornis. Deze kans is echter heel klein; een overzichtsstudie kwam tot een schatting van 0,5% .

## Systematiek
Tot de DSM-IV categorie somatoforme stoornissen behoorden de volgende aandoeningen:
- Somatisatiestoornis
- Ongedifferentieerde somatoforme stoornis
- Conversiestoornis
- Pijnstoornis
- Hypochondrie
- Stoornis van de lichaamsbeleving
- Somatoforme stoornis niet anderszins omschreven (NAO)

## Kritiek en aanpassingen
Er was veel kritiek op de categorie van de somatoforme stoornissen. Een belangrijk punt van kritiek was dat de diagnose was gebaseerd op negatieve criteria en niet op positieve criteria. Hiermee wordt bedoeld dat de diagnose werd gesteld omdat lichamelijke afwijkingen afwezig waren, en niet omdat bepaalde psychische kenmerken aanwezig waren. Hierdoor konden mensen met onbegrepen lichamelijke klachten een psychiatrische diagnose krijgen, ook als ze helemaal geen psychische klachten hadden. Een ander probleem was dat deze diagnoses uitgaan van een scheiding tussen lichaam en geest, terwijl lichamelijke en psychische factoren vaak beide meespelen bij gezondheidsklachten. Ten slotte was er kritiek op de criteria van de afzonderlijke diagnosen in de groep van somatoforme stoornissen.
In de DSM-5 zijn de somatoforme stoornissen vervangen door de somatisch-symptoomstoornis en verwante stoornissen . De somatisatiestoornis, ongedifferentieerde somatoforme stoornis, pijnstoornis en somatoforme stoornis niet anderszins omschreven zijn samengevoegd in de nieuwe diagnose somatisch-symptoomstoornis. Het belangrijkste verschil met de DSM-IV is dat het voor een DSM-5 diagnose niet belangrijk is of de lichamelijke klachten samenhangen met een somatische ziekte of niet. Een nieuw criterium is dat de klachten moeten samenhangen met niet-behulpzame gedachten, gevoelens of gedragingen met betrekking tot de lichamelijke klachten. De conversiestoornis is gehandhaafd in DSM-5 maar de criteria zijn wel gewijzigd, waarbij een verondersteld verband met psychische factoren niet meer noodzakelijk is. Hypochondrie is in DSM-5 vervangen door de ziekteangststoornis. De stoornis van de lichaamsbeleving is in DSM-5 verplaatst naar de categorie van obsessieve-compulsieve en gerelateerde stoornissen.